# PCO (lutador)
Carl Ouellet (Quebec, 30 de dezembro de 1967) é um lutador de wrestling profissional canadense, mais conhecido por seu nome de ringue PCO.
Ouellet é conhecido por suas aparições na World Wrestling Federation (como Pierre e Jean-Pierre LaFitte) e na World Championship Wrestling (usando seu nome real) durante os anos 1990. Ao longo dessa década, ele fez parceria regularmente com Jacques Rougeau, formando as duplas Quebecers e os Amazing French Canadians, conquistando o Campeonato de Duplas da WWF em três ocasiões. Após se aposentar em 2011, Ouellet retornou ao ringue em 2016, passando por uma espécie de renascimento de sua carreira com o personagem PCO: "parte besta transformada em homem, parte forte do estilo antigo". De 2018 a 2021, Ouellet lutou na Ring of Honor (ROH), onde se tornou campeão mundial da ROH, campeão mundial de duplas da ROH e campeão mundial de trios da ROH. Ele se juntou à Total Nonstop Action Wrestling (TNA) em 2022, conquistando o Campeonato de Mídia Digital da TNA antes de deixar a empresa no final de 2024.

## Títulos
- Catch Wrestling Association
  - CWA World Tag Team Champion (1 vez)[6] – with Rhino Richards
- CPW International
  - CPW Tag Team Championship (1 vez) – com "Wild" Dangerous Dan
- International Wrestling Association
  - IWA Intercontinental Heavyweight Championship (1 vez)
- International Wrestling Syndicate
  - IWS Heavyweight Championship (1 vez)
- Pro Wrestling Illustrated
  - PWI o colocou na 79° posição dos 500 melhores lutadores de 1995[7]
  - PWI o colocou na 393° posição dos 500 melhores lutadores de sempre em 2003[8]
- World Championship Wrestling
  - WCW Hardcore Championship (1 vez)
- World Wrestling Federation
  - WWF Tag Team Championship (3 vezes) - com Quebecer Jacques[1]
- Top of the World Wrestling
  - TOW Tag Team Championship (1 vez) - com Al Snow